# Xavier Stierli
Xavier Stierli, né le 29 octobre 1940 à Oberägeri, est un footballeur international suisse, qui évolue au poste de défenseur.

## Biographie
Xavier Stierli est le frère aîné de Pirmin Stierli, lui aussi footballeur ayant évolué au FC Zurich

### Carrière en club
Avec le club du FC Zurich, il remporte trois championnats de Suisse et deux Coupes de Suisse.
Il dispute un total de 13 matchs en Coupe d'Europe des clubs champions, sans inscrire de but. Il atteint les demi-finales de cette compétition en 1964, en étant lourdement battu par le Real Madrid.

### Carrière en sélection
Avec l'équipe de Suisse, il joue 12 matchs, sans inscrire de but, entre 1963 et 1967.
Il joue son premier match en équipe nationale le 13 janvier 1963 contre le Maroc, et son dernier le 5 janvier 1967 face au Mexique.
Il figure dans le groupe des sélectionnés lors de la Coupe du monde de 1966. Lors du mondial organisé en Angleterre, il joue deux matchs : contre l'Espagne et l'Argentine.

## Palmarès
Avec le FC Zurich, il remporte le Championnat de Suisse à trois reprises lors des saisons 1962-1963, 1965-1966 et 1967-1968. Il remporte également la Coupe de Suisse à deux reprises en 1966 et en 1970.